# Borzęcin (województwo pomorskie)
Borzęcin 	(dawniej: niem. Borrenschin) – kolonia w Polsce położona w województwie pomorskim, w powiecie gdańskim, w gminie Pruszcz Gdański.
W latach 1975–1998 miejscowość administracyjnie należała do województwa gdańskiego.

## Historia
Historyczne nazwy Borzęcina to: Boronitz, Borrenschin, Borrenczyn, Borencin, Boręcin, Bornhof, Borenczin, Borgfeld.
Pierwsza wzmianka pisana o osadzie Boronitz pochodzi z początku XV wieku i zawarta jest w zestawieniu świadczeń na rzecz komturii gdańskiej. W 1454 roku na mocy przywileju króla Kazimierza Jagiellończyka osada została włączona do gdańskiego patrymonium wiejskiego. Dzierżawiona była przez Radę Miasta Gdańska okolicznej szlachcie. W dokumencie z 1482 roku znajduje się informacja o sprzedaży pobliskiego lasu przez ówczesnego właściciela wsi Hansa von Borrenschin.
W 1869 roku we wsi mieszkało 54 mieszkańców, w czterech budynkach mieszkalnych, w 1905 – 22, w 1910 – 27. W 1887 po reformie administracyjnej wszedł w skład powiatu ziemskiego Gdańskie Wyżyny.
W 1920 roku znalazła się w granicach utworzonego Wolnego Miasta Gdańska, a we wrześniu 1939 roku została włączona do Rzeszy.
W 2017 planowane jest podniesienie nośności mostu na drodze z Juszkowa do 40 ton, co zwiększy dostępność komunikacyjną miejscowości. W 2018 utwardzono betonowymi płytami drogę z Borzęcina do drogi wojewódzkiej 222.